# 이문정 (쇼핑 호스트)
이문정(1982년 6월 25일 ~ )은 대한민국의 전직 기상 캐스터이자 쇼핑 호스트이다.

## 주요 경력
- 2005년 12월 MBC 문화방송 기상캐스터
- 2018년 12월 MBC 문화방송 퇴임 후 프리랜서 선언
- 2019년 8월 공영쇼핑 쇼호스트 공채 합격

## 학력
- 서울여자대학교 영어영문학과, 아동학과 학사
- 연세대학교 언론홍보대학원 언론학 석사 과정

## 진행

### TV
- MBC 뉴스투데이
- MBC 생활뉴스
- MBC 뉴스데스크